# Desayuno completo

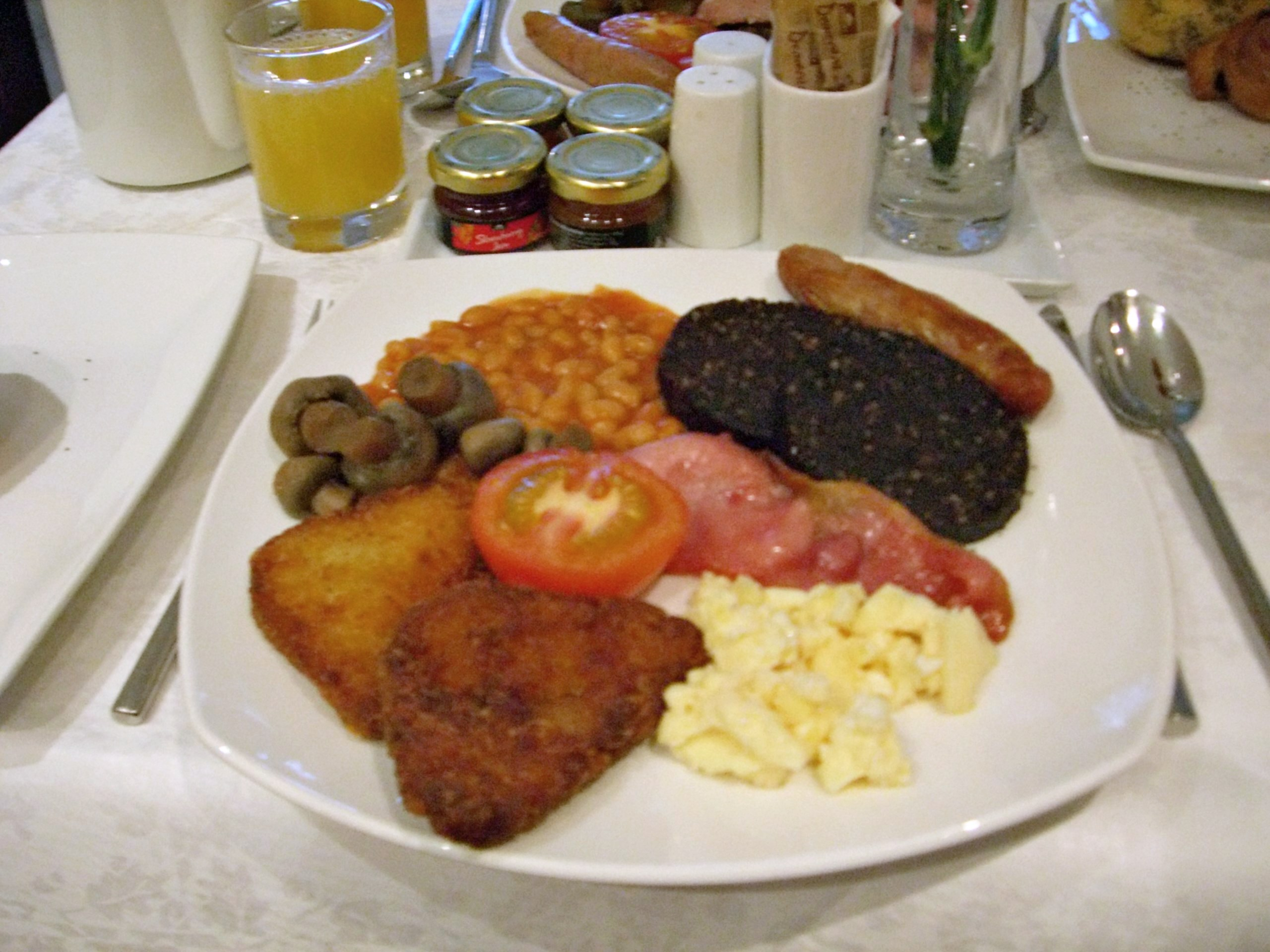
Un desayuno completo inglés (full English breakfast) con huevos revueltos, salchicha, morcilla (black pudding), champiñones, baked beans, hash browns y medio tomate.

Un desayuno completo (en inglés full breakfast) es un plato tradicional del Reino Unido, original y típicamente tomado como desayuno, si bien actualmente se sirve en otros momentos del día, especialmente en el caso del Ulster fry.
El desayuno completo incluye tradicionalmente varios alimentos fritos, normalmente incluyendo panceta y huevo, si bien existen alternativas vegetarianas, y es popular en todas las islas británicas y otras partes del mundo anglófono. Dependiendo de dónde se sirva, se denomina bacon and eggs (‘panceta y huevos’), fry o fry up (‘frito’), full English breakfast (‘desayuno completo inglés’), full Irish breakfast (‘desayuno completo irlandés’), full Scottish breakfast (‘desayuno completo escocés’), full Welsh breakfast (‘desayuno completo galés’) o Ulster fry. La composición concreta del desayuno cambia de un lugar a otro.

## Origen

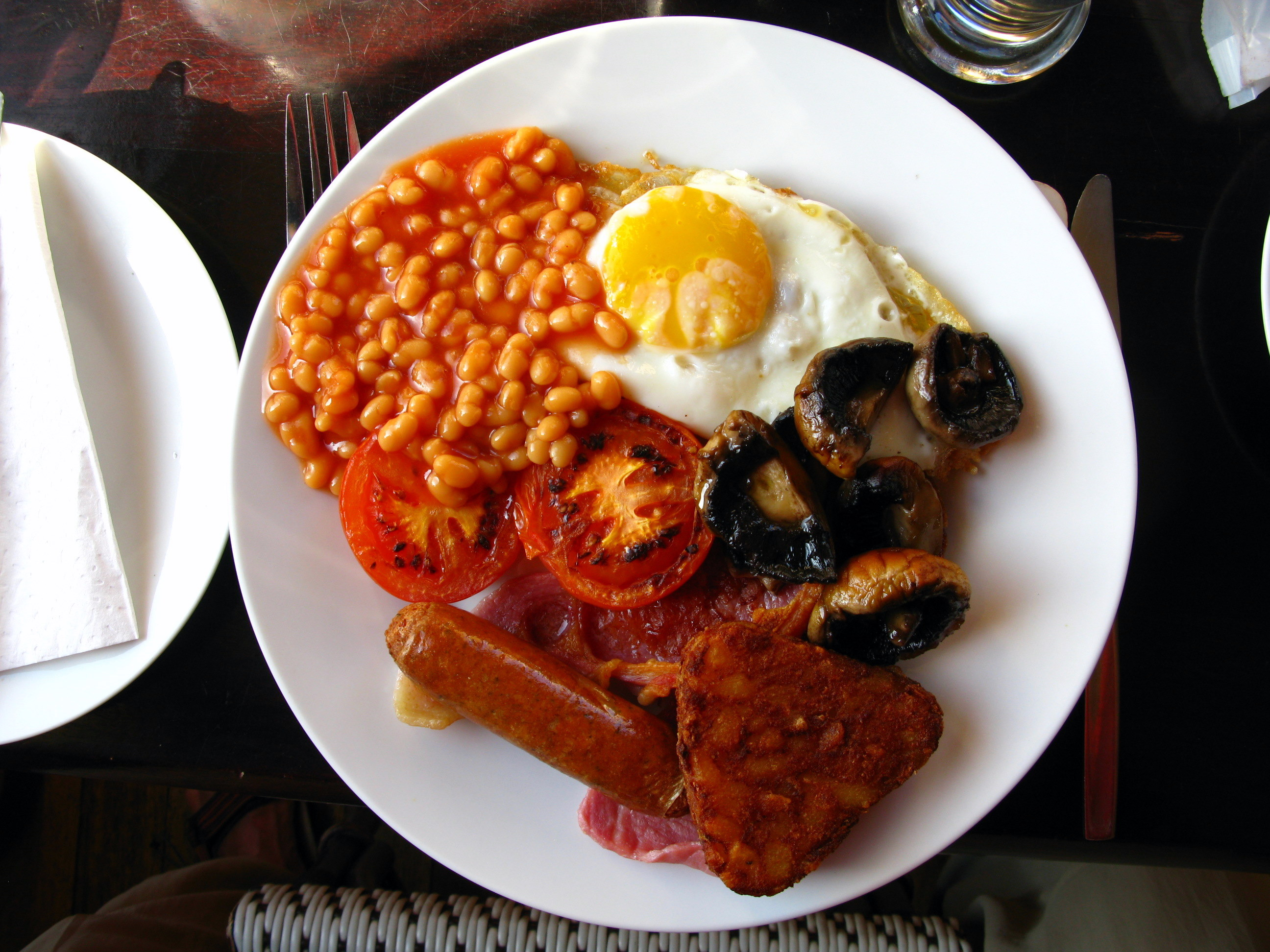
Plato principal de un típico desayuno inglés completo, compuesto por tocino, huevo frito, salchichas, champiñones, judías horneadas, patatas fritas y tomates a la parrilla.

El Brewer's Dictionary of Phrase and Fable original lo llama un Scotch breakfast (‘desayuno escocés’) y lo describe como «un desayuno sustancioso de varios tipos de cosas buenas para comer y beber».
El nombre de bacon and eggs fue popularizado por Edward Bernays en los años 1920. Para promocionar las ventas de panceta, llevó a cabo una encuesta entre médicos y difundió sus recomendaciones de que la gente debía comer desayunos abundantes. Bernays envió los resultados de la encuesta a 5000 médicos, junto con publicidad elogiando la panceta y los huevos como desayuno abundante.

## Tradición

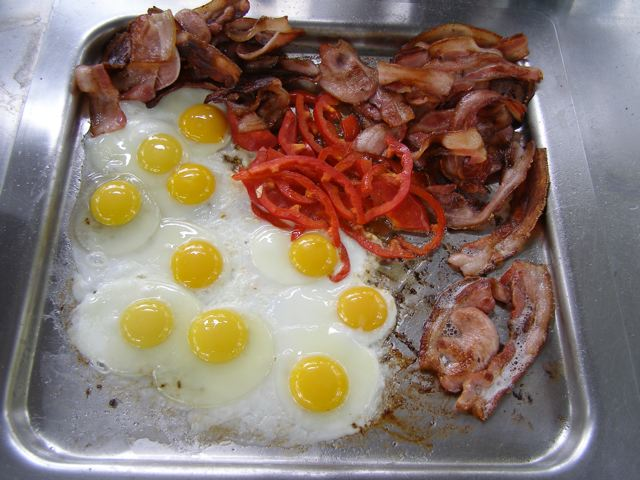
Panceta, huevos y pimientos friéndose sobre una barbacoa eléctrica en la Bahía de Jervis (Australia).

En hoteles y bed-and-breakfasts el desayuno completo puede incluir más opciones, tales como cereales, gachas, kippers (arenques ahumados), tostada y mermelada, kedgeree y riñones a la diabla. El zumo y los cereales fueron añadidos después de 1950.[cita requerida] El término «desayuno completo» se usa para diferenciarlo del más sencillo desayuno continental compuesto por té, café y zumo con cruasanes o pasteles.

### All-day breakfast
Muchas cafeterías y pubs sirven el desayuno completo a todas horas como un all-day breakfast (‘desayuno todo el día’). Puede acompañarse de zumo de naranja y té o café, o —en un pub— de una bebida alcohólica.

## Ingredientes típicos
Los ingredientes del desayuno completo cambian según la región y los gustos. Las lonchas de panceta y los huevos suelen freírse, pero puede ofrecerse como alternativas panceta a la parrilla, huevos escalfados o huevos revueltos. Estos suelen acompañarse de tostadas con mantequilla.
Algunos de los ingredientes adicionales que pueden incluirse en un desayuno completo son:
- panceta frita;
- baked beans (judías estofadas);
- en Estados Unidos, galletas y gravy, también en el sur;
- morcilla;
- bubble and squeak;
- patatas fritas;
- condimentos tales como Salsa HP o kétchup;
- egg in the basket;
- muffins o scones;
- torrija;
- huevos fritos;
- budín de fruta en Escocia;
- sémola de maíz (grits) en el sur de Estados Unidos;
- hash browns;
- kippers (arenques ahumados);
- champiñones fritos;
- panqueques en Estados Unidos, Canadá e Irlanda;
- patatas salteadas;
- pan de patata (también llamado fadge o scone de patata);
- salchichas;
- scrapple en el centro de Estados Unidos;
- pan de soda;
- tomates fritos, a la parrilla o de lata;
- white pudding.

## Variantes regionales

### Full English breakfast
Los ingredientes normales de un desayuno completo inglés o full English breakfast tradicional son panceta, huevos, tomates fritos o a la parrilla, champiñones fritos, pan frito o tostada, y salchichas, acompañado normalmente de una taza de té. En algunas regiones se añade morcilla además de sobras de puré de patatas fritas (llamadas pastel de patata). Originalmente una forma de aprovechar la verdura sobrante de la comida principal del día anterior, el bubble and squeak o fritura plana de sobras vegetales con patata, se ha convertido en parte del desayuno inglés por derecho propio. Las baked beans (de lata) y hash browns son añadidos modernos.
Cuando se pide un desayuno inglés que contenga todo se denomina a menudo Full Monty. El Oxford English Dictionary afirma que «quizá la [explicación] más plausible es que proceda de una abreviatura coloquial del nombre de Montague Maurice Burton (1885–1952), un sastre, y aludiese originalmente a la compra de un traje completo de tres piezas.»

### Full Irish breakfast

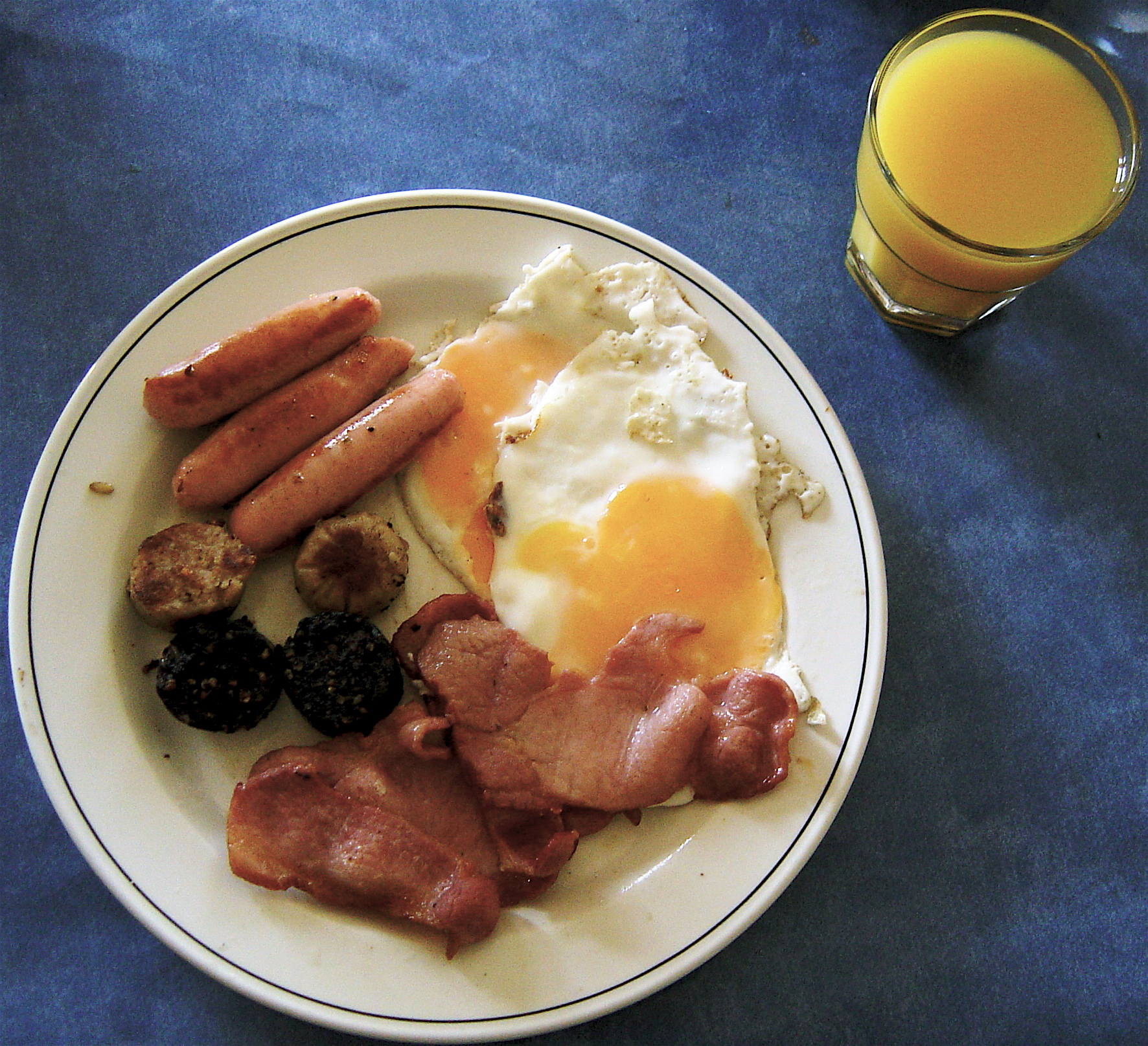
Un desayuno irlandés compuesto por salchichas, morcilla (black pudding) y white pudding, panceta y huevos fritos.

Los ingredientes exactos de un desayuno completo irlandés (full Irish breakfast) cambian según la región geográfica, los gustos personales y las afinidades culturales. Tradicionalmente, los ingredientes más comunes son lonchas de panceta, salchichas, huevos fritos, white pudding, morcilla (black pudding), a veces hígado, y pan de soda integral, acompañados normalmente de té negro con leche. A veces también se incluyen pan de patata, baked beans y tomates y champiñones fritos. Actualmente es común servir una tostada en sustitución del pan de soda.

### Ulsterfry
El Ulster fry (literalmente ‘frito del Úlster’) es un plato parecido al desayuno irlandés, popular en toda Irlanda del Norte y los tres condados del Úlster que quedan en la República de Irlanda (Cavan, Monaghan y Donegal).
Un Úlster fry tradicional consiste en panceta, huevos, salchichas (de cerdo o buey), la variante farl del pan de soda, a veces panqueque y pan de patata. Otros componentes comunes son los champiñones o el pan de soda. Todo esto se fríe tradicionalmente.
El Úlster fry se sirve a menudo para almorzar o cenar en casas de huéspedes y cafeterías de toda la región. Los emigrantes también han popularizado la receta fuera de Irlanda del Norte.

### Full Scottish breakfast
En Escocia, el desayuno completo escocés (Full Scottish breakfast) puede incluir una porción cuadrada de sliced sausage, morcilla, tomate frito, scone de patata, oatcakes (tortas de avena), haggis y budín de fruta junto con la base de panceta y huevos.

### Full Welsh breakfast
El desayuno completo galés (Full Welsh breakfast) tradicional incluye laverbread (un puré de alga que se mezcla con copos de avena, dándole forma de hamburguesa y friéndolo en grasa de panceta). También se comen a menudo berberechos.[cita requerida]

### Estados Unidos de América
En Estados Unidos de América el desayuno completo consiste en panceta, huevos, hash browns y tostada. A menudo se le denomina country breakfast (‘desayuno campestre’) en muchas zonas del Medio Oeste. Los términos fry y full breakfast no suelen usarse en Norteamérica, si bien algunos hoteles pueden distinguir entre un continental breakfast ligero y un desayuno caliente.
En el sur de Estados Unidos el plato se conoce típicamente como big breakfast (‘desayuno grande’) o Sunday breakfast (‘desayuno dominical’), y suele consistir en huevos, panceta, sémola de maíz (grits), tostada y salchicha, jamón o filete, y a veces panqueques o galletas, servidos con café. 
En el ramo de la comida rápida, McDonalds ofrece el desayuno especial de lujo, consistente en Huevo Revuelto,Salchicha para desayuno, un bisquet inglés así como HotCakes, pudiendo escogerse entre jugo de naranja o café la bebida que se quiera tomar. Este se ofrece en casi todos los países donde haya McDonalds que tengan menu de desayuno.

### Centroamérica
Incluye jamón, salchicha, panceta y huevos, de forma parecida a los desayunos completos de otras regiones. Una peculiaridad es que también se comen fry jacks, trozos de masa frita parecidos a buñuelos o sopaipillas. También puede incluir tostadas, panqueques o hash browns. A menudo se añade zumo fresco de naranja como bebida. Casi siempre están acompañados de Tortilla de maíz o pan.[cita requerida]